# Чугошвілі Йосип Іванович
Йосип Іванович Чугошвілі (біл. Иосиф Иванович Чугошвили, груз. იოსებ ივანეს ჩუგოშვილი; нар. 27 червня 1986, Телаві, Кахетія, Грузинська РСР) — білоруський борець греко-римського стилю, дворазовий бронзовий призер чемпіонатів Європи, бронзовий призер Кубку світу, бронзовий призер Європейських ігор, учасник Олімпійських ігор. Майстер спорту Білорусі міжнародного класу з греко-римської боротьби.

## Біографія
Народився в Телаві, Грузія. До Мінська вперше переїхав з батьками у віці 8 років. Потім змушений був повернутися до Грузії навчатись у школі через незнання російської мови. Боротьбою почав займатися з 1999 року. Через тиждень тренувань вже виграв першість міста. До збірної Білорусі потрапив 2007 року, перед літніми Олімпійськими іграми 2008 року, коли лідер білорусів у важкій вазі Сергій Артюхін отримав травму на тренуванні. Тоді білоруське громадянство Йосипу оформили за тиждень. В той раз на Олімпіаду Чугошвілі не потрапив, але зумів вибороти для Білорусі олімпійську ліцензію. Виступає за Спортивний клуб армії, Мінськ. Готується в Мінському міському центрі олімпійського резерву з боротьби імені А. В. Медведя. До занять боротьбою займався карате. Молодший брат Йосипа Георгій теж займається греко-римською боротьбою, представляє Білорусь на міжнародних турнірах у важкій вазі.

## Спортивні результати на міжнародних змаганнях

### Виступи на Олімпіадах
| Змагання                    | Збірна   | Вагова категорія                  | Місце |
| --------------------------- | -------- | --------------------------------- | ----- |
| Літні Олімпійські ігри 2012 | Білорусь | греко-римська боротьба, до 120 кг | 5     |

### Виступи на Чемпіонатах світу
| Змагання                        | Збірна   | Вагова категорія                  | Місце |
| ------------------------------- | -------- | --------------------------------- | ----- |
| Чемпіонат світу з боротьби 2007 | Білорусь | греко-римська боротьба, до 120 кг | 7     |
| Чемпіонат світу з боротьби 2009 | Білорусь | греко-римська боротьба, до 120 кг | 5     |
| Чемпіонат світу з боротьби 2010 | Білорусь | греко-римська боротьба, до 120 кг | 13    |
| Чемпіонат світу з боротьби 2011 | Білорусь | греко-римська боротьба, до 120 кг | 17    |
| Чемпіонат світу з боротьби 2013 | Білорусь | греко-римська боротьба, до 120 кг | 12    |
| Чемпіонат світу з боротьби 2015 | Білорусь | греко-римська боротьба, до 130 кг | 17    |

### Виступи на Чемпіонатах Європи
| Змагання                         | Збірна   | Вагова категорія                  | Місце  |
| -------------------------------- | -------- | --------------------------------- | ------ |
| Чемпіонат Європи з боротьби 2008 | Білорусь | греко-римська боротьба, до 120 кг | Бронза |
| Чемпіонат Європи з боротьби 2009 | Білорусь | греко-римська боротьба, до 120 кг | 15     |
| Чемпіонат Європи з боротьби 2010 | Білорусь | греко-римська боротьба, до 120 кг | 7      |
| Чемпіонат Європи з боротьби 2011 | Білорусь | греко-римська боротьба, до 120 кг | 8      |
| Чемпіонат Європи з боротьби 2012 | Білорусь | греко-римська боротьба, до 120 кг | 7      |
| Чемпіонат Європи з боротьби 2013 | Білорусь | греко-римська боротьба, до 120 кг | 5      |
| Чемпіонат Європи з боротьби 2016 | Білорусь | греко-римська боротьба, до 130 кг | Бронза |
| Чемпіонат Європи з боротьби 2017 | Білорусь | греко-римська боротьба, до 130 кг | 11     |

### Виступи на Європейських іграх
| Змагання              | Збірна   | Вагова категорія                  | Місце  |
| --------------------- | -------- | --------------------------------- | ------ |
| Європейські ігри 2015 | Білорусь | греко-римська боротьба, до 130 кг | Бронза |

### Виступи на Кубках світу
| Змагання                    | Збірна   | Вагова категорія                  | Місце  |
| --------------------------- | -------- | --------------------------------- | ------ |
| Кубок світу з боротьби 2011 | Білорусь | греко-римська боротьба, до 120 кг | Бронза |

### Виступи на інших змаганнях
| Змагання                                                         | Збірна   | Вагова категорія                  | Місце  |
| ---------------------------------------------------------------- | -------- | --------------------------------- | ------ |
| Чемпіонат світу з боротьби серед військовослужбовців 2006        | Білорусь | греко-римська боротьба, до 120 кг | Бронза |
| Всесвітні ігри військовослужбовців 2007                          | Білорусь | греко-римська боротьба, до 120 кг | Срібло |
| Гран-прі Німеччини з боротьби 2008                               | Білорусь | греко-римська боротьба, до 120 кг | Срібло |
| Чемпіонат світу з боротьби серед військовослужбовців 2008        | Білорусь | греко-римська боротьба, до 120 кг | Бронза |
| Турнір Івана Піддубного 2009                                     | Білорусь | греко-римська боротьба, до 120 кг | Срібло |
| Золотий Гран-прі з боротьби 2010 (Баку)                          | Білорусь | греко-римська боротьба, до 120 кг | 7      |
| Кубок Президента Казахстану з боротьби 2011                      | Білорусь | греко-римська боротьба, до 120 кг | Срібло |
| Кубок Владислава Питласинські 2011                               | Білорусь | греко-римська боротьба, до 120 кг | Бронза |
| Меморіал Олега Караваєва 2011                                    | Білорусь | греко-римська боротьба, до 120 кг | Срібло |
| Золотий Гран-прі з боротьби 2012 (Стамбул)                       | Білорусь | греко-римська боротьба, до 120 кг | Бронза |
| Олімпійський кваліфікаційний турнір з боротьби 2012 (Софія)      | Білорусь | греко-римська боротьба, до 120 кг | Бронза |
| Олімпійський кваліфікаційний турнір з боротьби 2012 (Тайюань)    | Білорусь | греко-римська боротьба, до 120 кг | Срібло |
| Кубок Владислава Пітласинські 2012                               | Білорусь | греко-римська боротьба, до 120 кг | Бронза |
| Золотий Гран-прі з боротьби 2012 (Баку)                          | Білорусь | греко-римська боротьба, до 120 кг | Срібло |
| Меморіал Олега Караваєва 2012                                    | Білорусь | греко-римська боротьба, до 120 кг | 4      |
| Турнір Вехбі Емре 2013                                           | Білорусь | греко-римська боротьба, до 120 кг | Срібло |
| Гран-прі Німеччини з боротьби 2013                               | Білорусь | греко-римська боротьба, до 120 кг | 9      |
| Кубок Владислава Пітласинські 2013                               | Білорусь | греко-римська боротьба, до 120 кг | Бронза |
| Золотий Гран-прі з боротьби 2013 (Баку)                          | Білорусь | греко-римська боротьба, до 120 кг | 14     |
| Турнір Дана Колова — Николи Петрова 2014                         | Білорусь | греко-римська боротьба, до 130 кг | Бронза |
| Кубок Владислава Пітласинські 2014                               | Білорусь | греко-римська боротьба, до 130 кг | Золото |
| Меморіал Олега Караваєва 2014                                    | Білорусь | греко-римська боротьба, до 130 кг | Срібло |
| Відкритий чемпіонат Загреба з боротьби 2015                      | Білорусь | греко-римська боротьба, до 130 кг | Золото |
| Турнір Вехбі Емре і Гаміта Каплана 2015                          | Білорусь | греко-римська боротьба, до 130 кг | 5      |
| Меморіал Олега Караваєва 2015                                    | Білорусь | греко-римська боротьба, до 130 кг | Срібло |
| Золотий Гран-прі з боротьби 2015                                 | Білорусь | греко-римська боротьба, до 130 кг | Бронза |
| Турнір Івана Піддубного 2016                                     | Білорусь | греко-римська боротьба, до 130 кг | Золото |
| Турнір Вехбі Емре і Гаміта Каплана 2016                          | Білорусь | греко-римська боротьба, до 130 кг | Золото |
| Олімпійський кваліфікаційний турнір з боротьби 2016 (Зренянин)   | Білорусь | греко-римська боротьба, до 130 кг | 5      |
| Олімпійський кваліфікаційний турнір з боротьби 2016 (Улан-Батор) | Білорусь | греко-римська боротьба, до 130 кг | 5      |
| Олімпійський кваліфікаційний турнір з боротьби 2016 (Стамбул)    | Білорусь | греко-римська боротьба, до 130 кг | 5      |
| Меморіал Болата Турлиханова 2016                                 | Білорусь | греко-римська боротьба, до 130 кг | Срібло |
| Гран-прі Угорщини з боротьби 2017                                | Білорусь | греко-римська боротьба, до 130 кг | 9      |
| Кубок Владислава Пітласинські 2017                               | Білорусь | греко-римська боротьба, до 130 кг | 5      |